# 豊前警察署
豊前警察署（ぶぜんけいさつしょ）は、福岡県警察が管轄する警察署の一つで、北九州地区に属する。署長の階級は警視。

## 所在地
- 福岡県豊前市大字荒堀535番地1

## 管轄区域
- 豊前市
- 築上郡 築上町、吉富町、上毛町

## 沿革
- 1876年（明治9年）：宇ノ島屯所が設けられ、すぐに八屋屯所と改称される。
- 1877年（明治10年）：八屋警察署の八屋分署となるが、翌年廃止。
- 1882年（明治15年）：行事警察署八屋分署として再出発。
- 1886年（明治19年）9月：八屋警察署として独立。
- 1948年（昭和23年）：警察法改正により、国家地方警察築上地区警察署と改称、管轄は、八屋町を除く築上郡2町18村となり、八屋町は八屋警察署が管轄する。
- 1951年（昭和26年）9月：八屋警察署は廃止され、同町は築上地区警察署の管轄下に入る。
- 1954年（昭和29年）：再度の警察法改正により、築上地区警察署が廃止され、福岡県八屋警察署が誕生。
- 1955年（昭和30年）4月：八屋町は周辺八ヶ村と合併し豊前市となったので、豊前警察署と改正し、現在に至る。
- 1993年（平成5年）2月：現在地に移転する。

## 交番
（　）内は所在地
- 宇島駅前交番 （豊前市大字八屋2526-15）
- 椎田交番 （築上郡築上町大字椎田966-16）
- 築城駅前交番 （築上郡築上町大字東築城329）

## 駐在所
（　）内は所在地
- 角田駐在所 （豊前市大字松江1058-3）
- 山田駐在所 （豊前市大字四郎丸179-2）
- 合岩駐在所 （豊前市大字下河内436-6）
- 吉富駐在所 （築上郡吉富町大字広津304-1）
- 広津駐在所 （築上郡吉富町大字広津456-6）
- 本庄駐在所 （築上郡築上町大字本庄2120-5）
- 垂水駐在所 （築上郡上毛町大字垂水329-1）
- 土佐井駐在所 （築上郡上毛町大字土佐井811-1）
- 唐原駐在所 （築上郡上毛町大字上唐原1150-3）